# Tetrapedia basalis
Tetrapedia basalis är en biart som beskrevs av Smith 1879. Tetrapedia basalis ingår i släktet Tetrapedia och familjen långtungebin. Inga underarter finns listade i Catalogue of Life.